# Indiana Jones e l'antico cerchio
Indiana Jones e l'antico cerchio (Indiana Jones and the Great Circle) è un videogioco d'azione del 2024 realizzato dalla casa di sviluppo svedese MachineGames e pubblicato da Bethesda Softworks per Xbox Series X/S e Microsoft Windows. La versione per PlayStation 5 è uscita il 17 aprile del 2025. La versione per Nintendo Switch 2 è prevista nel 2026.
Il gioco rappresenta una storia originale con protagonista il celebre archeologo avventuriero Indiana Jones. La storia è ambientata nel 1937, tra gli eventi de I predatori dell'arca perduta e Indiana Jones e l'ultima crociata. Lucasfilm ha avuto l'approvazione finale sul gioco, che è il primo della compagnia non facente parte della saga di Star Wars da anni e il primo gioco di Indiana Jones da Indiana Jones e il bastone dei re, pubblicato per PlayStation 2 e Wii nel 2009.

## Trama
1937. In seguito agli eventi del primo film e alla fine della sua relazione con Marion Ravenwood, Indiana Jones torna al Marshall College. Una notte, un uomo di statura gigantesca si introduce nell'edificio per rubare una mummia di gatto che Jones aveva da poco recuperato a Siwa; Indiana lo affronta, ma il gigante lo sopraffà e lo tramortisce. Al suo risveglio, Indiana trova un medaglione lasciato dal misterioso ladro, riportante un simbolo riconducibile agli Archivi Segreti Vaticani. Deciso a scoprire la verità, Jones si reca in Vaticano, dove si infiltra grazie all'aiuto del suo amico padre Antonio, conosciuto al fronte nella prima guerra mondiale. Indiana scopre che, a causa della cattiva salute del Papa, lo Stato della Chiesa è sotto il controllo di Benito Mussolini e delle Camicie Nere; questi si stanno impegnando ad aiutare Emmerich Voss, un archeologo nazista e occultista, nelle sue ricerche segrete a Roma.
Mentre indaga, Jones incontra Ginetta "Gina" Lombardi, una giornalista italiana decisa a scoprire cosa sia accaduto a sua sorella Laura, rinomata linguista misteriosamente scomparsa. I due uniscono le forze per affrontare il gigante, che scoprono chiamarsi Locus e far parte di una tribù, l'Ordine dei Nephilim, che collabora da secoli con la Chiesa per proteggere un segreto millenario: l'Antico Cerchio, uno schema di siti sacri distribuiti in un cerchio perfetto intorno al globo. La mummia di gatto rubata dal gigante contiene una delle pietre-chiave dell'Antico Cerchio: ce ne sono diciassette sparse per il Pianeta, ciascuna recante incisa una frase in lingua adamica, il linguaggio primordiale da cui discendono tutti gli idiomi (di cui Laura Lombardi è la più grande esperta al mondo); unendo tutte le pietre e pronunciando le frasi, si potrà attivare l'Antico Cerchio. Voss recupera le pietre custodite in Vaticano e fugge a bordo di un dirigibile, dove Jones e Gina si infiltrano per inseguirlo. Durante il viaggio, Indiana rivela a Gina il proprio timore che Voss voglia usare l'immenso potere dell'Antico Cerchio per i malvagi scopi del nazismo.
Jones e Gina atterranno presso un sito di scavi nazista a Giza, dove scoprono che l'Ordine dei Nephilim collaborava con gli antichi Egizi già migliaia di anni prima della nascita della Chiesa. La coppia rintraccia l'Idolo di Ra, che contiene un'altra pietra; dopo averlo recuperato, Jones cade in una trappola e finisce seppellito nella sabbia. Voss ne approfitta per impossessarsi della pietra e abbandona Jones nel deserto; l'archeologo viene salvato da Gina, la quale ha anche intercettato delle comunicazioni secondo le quali un altro gruppo di ricerca nazista, scomparso misteriosamente a Machu Picchu, è ricomparso d'improvviso sulle vette dell'Himalaya. Gina e Jones vi si recano.
Tra i ghiacci, Gina e Jones trovano il relitto di una corazzata tedesca, e intuiscono che essa sia stata teletrasportata lì dal Perù grazie ai poteri della pietra. Tra i corpi assiderati dell'equipaggio, i due trovano quello di Laura: costretta a collaborare con i nazisti, la donna aveva sprigionato il potere della pietra per impedire a Voss di trovarla, sacrificando al tempo stesso la propria vita. Dopo un violento scontro con i tedeschi, Jones è costretto a sua volta a utilizzare la pietra; insieme a Gina viene trasportato a Shanghai, in pieno assedio giapponese. I due fuggono rocambolescamente a bordo di un biplano e si dirigono al sito successivo dell'Antico Cerchio, Sukhothai, nel Siam, occupato da forze italiane che si occupano della ricerca della pietra per conto di Voss. Qui i due vengono raggiunti da Locus, che intima loro di non rivelare il segreto dell'Antico Cerchio; ignorando l'avvertimento, Jones recupera un'altra pietra, ma Voss li attacca, si impadronisce delle pietre in loro possesso e rapisce Gina. Vedendo quanto Indiana tenga alla donna, Locus decide di aiutarlo a salvarla e lo conduce all'ultimo sito: la Ziggurat di Ur, in Mesopotamia.
Giunti alla Ziggurat, Locus richiama i suoi compagni Nephilim per combattere i nazisti e dare a Jones la possibilità di salvare Gina, a patto che i due se ne vadano una volta messa in salvo la giornalista. Indiana salva Gina, ma i due decidono comunque di fermare Voss e si avventurano nelle profondità del tempio: qui scoprono che i nazisti hanno riportato alla luce l'Arca di Noè, ancora intatta nonostante i millenni trascorsi.
Voss imprigiona Gina e Indiana, e rivela loro il segreto dell'Antico Cerchio: esso è il sistema di portali che, grazie a un potere divino, aveva permesso a un uomo incaricato da Dio di viaggiare in tutto il mondo a bordo dell'Arca per salvare due esemplari di ogni specie animale durante il Diluvio Universale; l'evento era poi sopravvissuto in tutte le mitologie, con diversi nomi: i Nephilim sono i discendenti della razza umana che abitava la Terra prima del cataclisma, che da allora cercano di redimersi dal peccato che ne aveva causato la distruzione. Voss intende sfruttare l'Antico Cerchio per agevolare l'invasione nazista dell'intero pianeta.
L'Arca viene fatta navigare sul Lago di al-ʿAmāra, e Indiana, Gina e Locus vengono portati sul ponte per assistere al trionfo di Voss; Indiana lo avverte che solo gli eletti da Dio possono attivare l'Antico Cerchio, e che il suo uso indiscriminato lo porterà alla rovina. Nonostante ciò, Voss riunisce tutte le pietre e attiva l'Antico Cerchio, scatenando un nuovo diluvio; tuttavia si accorge subito di non essere in grado di governare l'Arca. Reso folle dall'ira per il fallimento, Voss si scontra con Jones, nel frattempo liberatosi. Durante lo scontro, il potere instabile dell'Arca distrugge Voss, mentre Locus, dopo aver messo in salvo Jones e a Gina, si sacrifica aprendo un portale e dirigendovisi dentro con l'Arca, riuscendo così a fermare la catastrofe.
Nonostante tra i due sia scoccata la scintilla, Gina decide di separarsi da Jones per proseguire la sua carriera; i due promettono comunque di rivedersi. In una scena dopo i titoli di coda, Indiana scopre un murale che collega tutti i siti dell'Antico Cerchio a un misterioso sito in Antartide. In una scena successiva, impronte nella neve che si allontanano dall'Arca di Noè suggeriscono che Locus sia sopravvissuto.

## Modalità di gioco
Il gioco ha una visuale in prima persona, a eccezione di alcune azioni come la scalata o l'utilizzo della frusta che prevedono animazioni in terza persona. Il mondo di gioco è suddiviso in sette hub: il Marshall College, Città del Vaticano (Roma), Giza (Egitto), Himalaya (Asia), Shanghai (Cina), Sukhothai (Thailandia) e Iraq. Una volta sbloccati col progredire della trama, gli hub sono liberamente esplorabili, e il giocatore può tornarci in qualunque momento per portare a termine le attività non completate con le abilità apprese in un momento successivo.
Il gameplay prevede missioni principali finalizzate al prosieguo della storia, missioni secondarie denominate misteri e lavori sul campo, che espandono la trama e possono essere completate in ordine sparso, e infine varie attività minori tramite le quali il giocatore può trovare oggetti utili o sviluppare le abilità del personaggio.
Il giocatore controlla Indiana Jones, il quale può correre, saltare, arrampicarsi, scivolare, accovacciarsi e nuotare. Per progredire dovrà esplorare il mondo di gioco, risolvere enigmi e superare fasi di platforming e combattimento. Oltre che nella storia, il giocatore può combattere in basi e accampamenti nazisti, o scoprire club di pugilato segreti. I nemici possono essere affrontati corpo a corpo o evitati con movimenti stealth; trovando dei travestimenti è inoltre possibile eludere la sorveglianza, a eccezione dei nemici di rango superiore. Si possono utilizzare anche armi da fuoco e oggetti contundenti improvvisati. Nell'equipaggiamento è presente l'iconica frusta, adoperabile anche per distrarre i nemici o per il platforming. L'interfaccia di gioco prevede due barre di stato, una per la salute e l'altra per la resistenza: la prima si consuma se Indiana viene colpito durante i combattimenti o se cade da altezze elevate; la seconda se compie eccessivi sforzi in scalata o in combattimento. Se Indiana esaurisce tutta la salute, la partita in corso termina; se esaurisce la resistenza non risponderà ai comandi, e sarà necessario farlo riposare per alcuni istanti. Entrambe le barre si ripristinano gradualmente, ma mentre la resistenza viene recuperata del tutto, per riottenere la salute al completo è necessario trovare dei medicinali o potenziare l'apposita abilità. Indiana può inoltre trovare frutta e altri cibi in grado di aumentare temporaneamente la resistenza.
Nel corso dell'avventura Indiana Jones recupererà una macchina fotografica, un accendino e un respiratore subacqueo, fondamentali per proseguire nel gioco. La macchina fotografica è adoperata anche per la photo-mode e per ottenere mappe e indizi utili a superare gli enigmi. Sono presenti infine molti collezionabili, documenti e mappe che forniscono informazioni sulla storia: tra di essi ci sono dei manuali che consentono a Indiana di apprendere nuove mosse o potenziare permanentemente le barre di salute e resistenza.

## Sviluppo e pubblicazione
Il 12 gennaio 2021, Lucasfilm Games e Bethesda Softworks hanno annunciato i piani per pubblicare un videogioco di Indiana Jones. Sarebbe stato sviluppato da MachineGames, con Todd Howard come produttore esecutivo di Bethesda. Entrambe le società sono di proprietà di ZeniMax Media. Howard considerava MachineGames un'azienda perfetta per sviluppare il progetto dopo aver visto il lavoro fatto sulla serie di Wolfenstein, dove il protagonista deve combattere contro i nazisti, come anche nella saga di Indiana Jones. Howard ha collaborato nella storia del gioco. Come produttore esecutivo, avrebbe occasionalmente controllato i progressi del gioco piuttosto che avere un ruolo pratico. 
Todd Howard è un fan di Indiana Jones, aveva già proposto un gioco del genere a George Lucas intorno al 2009, anche se il progetto non venne realizzato in quel momento, in parte perché Bethesda non aveva le risorse per svilupparlo, e i due non riuscirono a trovare un accordo. 
Nel 2021 l'annuncio del gioco è stato accompagnato da un teaser trailer che includeva vari easter egg e suggerimenti sull'ambientazione del gioco. A metà del 2021, il gioco era in una fase di sviluppo precoce. È stato sviluppato utilizzando il motore grafico Motor personalizzato (basato su Id Tech 7). 
Jerk Gustafsson si è unito alla lavorazione del gioco come game director. Jens Andersson si è unito al progetto come direttore del design alla fine del 2022, dopo essere stato precedentemente assunto nello stesso ruolo per il gioco pianificato per il 2009. Il team di Indiana Jones include più di 20 sviluppatori che in precedenza hanno lavorato su The Darkness. 
Il titolo, i dettagli della storia e il primo filmato di gioco sono stati svelati il 18 gennaio 2024, durante la presentazione video Xbox Developer_Direct di Microsoft Gaming. È stata anche annunciata la prospettiva in prima persona del gioco, che ha ricevuto una risposta mista. Per MachineGames, Indiana Jones e l'antico cerchio continua una tradizione di sviluppo di giochi nella prospettiva in prima persona e di renderlo distintivo da simili giochi di avventura in terza persona come Tomb Raider e Uncharted, entrambi fortemente ispirati da Indiana Jones. Il punto di vista in prima persona è stato scelto anche per immergere completamente il giocatore nel ruolo di Indiana Jones. 
Lucasfilm ha avuto l'approvazione finale, si tratta del primo gioco a non essere di Star Wars approvato dalla compagnia dopo molti anni. Il gioco utilizza le sembianze dell'attore Harrison Ford che ha vestito i panni di Indiana Jones nei film, mentre Troy Baker dà la voce al personaggio. Gli altri doppiatori includevano Alessandra Mastronardi che interpreta Gina Lombardi (doppiata in italiano da Gaia Bolognesi), Marios Gavrilis come Emmerich Voss e Tony Todd come Locus, segnando la sua performance come il suo ultimo ruolo nel mondo videoludico dopo la sua morte avvenuta un mese prima dell'uscita del gioco. Alcune azioni sono state create per il gioco da stuntman che si esibivano con tute per il motion capture. 
La colonna sonora è stata composta da Gordy Haab (stesso compositore che aveva lavorato alla colonna sonora di Indiana Jones e il bastone dei re), basata sul lavoro di John Williams, che ha composto le colonne sonore dei film. 

## Doppiaggio
| Personaggio             | Doppiatore originale   | Doppiatore italiano |
| ----------------------- | ---------------------- | ------------------- |
| Indiana Jones           | Troy Baker             | Alessandro D'Errico |
| Gina Lombardi           | Alessandra Mastronardi | Gaia Bolognesi      |
| Emmerich Voss           | Mario Gavrilis         | Maurizio Merluzzo   |
| Locus                   | Tony Todd              | Renzo Ferrini       |
| Padre Antonio           | Enrico Colantoni       | Gianluca Solombrino |
| Padre Cesare Ventura    | Carlo Rota             | Mario Scarabelli    |
| Pailin Chaladphukhealom | Grace Vorananth        | Martina Felli       |
| Viktor Gantz            | Tom Back               | Gianluca Crisafi    |
| Nawal Shafiq-Barkley    | Necar Zadegan          | Beatrice Caggiula   |
| Marcus Brody            | David Shaughnessy      | Natale Ciravolo     |
| Omar                    | Sammy Sheik            | Federico Zanandrea  |
| Ernesto                 | André Sogliuzzo        | Antonio Palumbo     |
| Sidney                  | Hal Rothwell           | Simone Lupinacci    |
| Barranca                | Kamar De Los Reyes     | Alessandro Conte    |
| Satipo                  | Joe Hernandez-Kolski   | Edoardo Lomazzi     |
| Prof. Aldrich Savage    | Miles Anderson         | Aldo Stella         |
| Tongdang                | Vithaya Pansringarm    | Francesco Mei       |
| Asmaa (Aswaa)           | Rajia Baroudi          | Tania De Domenico   |
| Laura Lombardi          | Elisa Proietti         | Debora Magnaghi     |
| Annika Lund             | Vithaya Pansringarm    | Vithaya Pansringarm |
| Benito Mussolini        | Daniele Monterosi      | Daniele Monterosi   |
| Aran/Noo                | Adam Kaokept           | Mosè Singh          |
| Sorella Cathrine        | Jayne Taini            | Caterina Rochira    |
| Sorella Giuliana Franco | Denny Méndez           | Anna Lana           |
| Valeria                 | Anthea Greco           | Alice Doyle         |
| Kafour                  | Joey Naber             | Leonardo Gajo       |
| Marion Ravenwood (Voce) | Karen Allen            | Anna Lana           |
| Agente Hector           | Luca Ghignone          | Luca Ghignone       |
| Agente Ezio             | Gianandrea Muià        | Gianandrea Muià     |
| Agente Dante            | Manfredi Mo            | Manfredi Mo         |
| Agente Luigi            | Francesco Rizzi        | Francesco Rizzi     |
| Gigante di Gizeh        | Steven Molony          |                     |

## Distribuzione
Il gioco è stato reso disponibile anche su Game Pass Ultimate il 9 dicembre 2024, insieme alla versione standard vennero distribuite anche una Premium Edition e una Collector's Edition. Queste due edizioni avevano consentito un periodo di accesso anticipato di 3 giorni per giocare al gioco dal 6 dicembre, includevano un vestito extra per Indiana Jones ripreso dal film Indiana Jones e il tempio maledetto e l'accesso immediato al DLC Indiana Jones e l'ordine dei giganti dall'uscita, previsto per il 4 settembre 2025, e anche una Digital Art Book.
La Collector's Edition include anche una custodia steelbook, una replica fisica dell'Allmaker Relic che mostra un codice per il gioco in digitale, un diario simile a quello del personaggio e un mappamondo da 11 pollici che segna i luoghi chiave nella storia del gioco, con spazio per l'archiviazione nascosta.
Inizialmente il contratto tra Bethesda e la Lucasfilm Games, Disney prevedeva che il gioco venisse pubblicato come titolo multipiattaforma, ma tali termini furono cambiati per escludere una versione per PlayStation 5 quando Microsoft acquisì ZeniMax Media nel marzo 2021, ottenendo così la proprietà Bethesda Softworks e MachineGames. 
Nell'agosto del 2024 alla presentazione della Gamescom 2024 oltre a rivelare la data di uscita del gioco, fu anche annunciata la versione PS5 in uscita per la primavera del 2025, rendendo il gioco un'esclusiva temporale come era già successo per altri titoli Microsoft come Sea of Thieves, Hi-Fi Rush, Grounded e Pentiment. Il CEO di Microsoft Gaming Phil Spencer ha descritto lo sviluppo multipiattaforma come "una strategia che per noi funziona".
Il 24 marzo 2025 è stata annunciata la data di uscita della versione PlayStation 5 fissata per il 17 aprile 2025.

### DLC
Il 4 giugno 2025 è stata annunciata la pubblicazione del DLC del videogioco, dal titolo L'Ordine dei Giganti. L'espansione aggiungerà circa 8 ore di gameplay e vedrà Indiana Jones ritornare a Roma per esplorare antiche rovine sotterranee. 
La pubblicazione del DLC è prevista per il 4 settembre 2025.

## Accoglienza
Indiana Jones e l'antico cerchio ha ricevuto recensioni "generalmente favorevoli" dalla critica, secondo il sito web aggregatore di recensioni Metacritic, e il 92% dei critici ha consigliato il gioco su OpenCritic. Ha ricevuto elogi per i suoi sistemi di combattimento, esplorazione e puzzle e narrazione.
Katherine Castle di Eurogamer ha scritto in una recensione 5/5 che Indiana Jones e l'antico cerchio è la migliore avventura di Indiana Jones dai tempi di Indiana Jones e l'ultima crociata (1989), definendola "un tour de force travolgente e giramondo che sposa l'occhio per il divertimento, l'arguzia e l'umorismo farsesco dell'ultima crociata con indagini intelligenti e guidate dai giocatori che ti mettono davvero, come Indy, al posto di guida".
Le missioni secondarie del gioco, note come Lavoro sul Campo, sono state elogiate da Video Games Chronicle per essere state "tanto significative quanto le missioni principali del gioco" pur non esistendo per riempire la durata del gioco. Hanno anche elogiato i puzzle del gioco come "ben progettati" con un sistema di suggerimenti che non urla la risposta al giocatore come altri titoli AAA.
La recensione di Rick Lane su The Guardian ha elogiato il messaggio politico e la rilevanza della storia, scrivendo che "seziona acutamente l'ideologia di estrema destra nel suo complesso ed esplora attivamente come gli aspiranti autocrati costruiscano il loro potere sui corpi di giovani uomini disamorati". Ad esempio, il principale antagonista nazista del gioco, Emmerich Voss, afferma che "Niente è così facile da manipolare come un maschio insicuro". In una recensione per Digital Trends, Giovanni Colantonio ha visto la tesi di MachineGames presentata nel gioco come "I nazisti possono essere pericolosi, ma sono anche molto, molto stupidi" e questa "potrebbe essere la tesi radicale di cui abbiamo bisogno in questo momento".

## Riconoscimenti
Indiana Jones e l'antico cerchio è apparso in diverse liste dei migliori videogiochi del 2024, classificandosi al sesto posto da GamingBolt, all'ottavo posto dall'Associated Press, e al decimo posto da The Guardian. È stato anche selezionato da Eurogamer come Gioco dell'anno.
- New York Game Awards 2024
  - 2025 – Candidatura Premio Big Apple per il miglior gioco dell'anno
  - 2025 – Candidatura Premio Herman Melville per la migliore sceneggiatura in un gioco
  - 2025 – Premio Great White Way Award per la migliore interpretazione in un gioco (Troy Baker nel ruolo di Indiana Jones)

- 28° Annual D.I.C.E. Awards
  - 2025 – Candidatura al Gioco dell'anno
  - 2025 – Gioco d'avventura dell'anno
  - 2025 – Candidatura al Risultati eccezionali nella direzione artistica
  - 2025 – Miglior risultato nel personaggio (Dr. Henry "Indiana" Jones)
  - 2025 – Risultato eccezionale nella storia

- NAVGTR Awards 2024
  - 2025 – Art Direction, Period Influence
  - 2025 – Gameplay Design, Franchise
  - 2025 – Game, Franchise Adventure
  - 2025 – Original Dramatic Score, Franchise
  - 2025 – Performance in a drama, Lead (Troy Baker nel ruolo di "Indiana" Jones)
  - 2025 – Performance in a drama, Supporting (Alessandra Mastronardi nel ruolo di "Gina Lombardi")
  - 2025 – Candidatura a Performance in a drama, Supporting (Marios Gavrilis nel ruolo di "Emmerich Voss")

- ASCAP Award
  - 2025 – Candidatura Premio Colonna sonora dell'anno di un videogioco

- International Film Music Critics Association Award
  - 2025 – Miglior colonna sonora per un videogioco o un media interattivo